# Grevillea jamesoniana
Grevillea jamesoniana är en tvåhjärtbladig växtart som beskrevs av Fitzger.. Grevillea jamesoniana ingår i släktet Grevillea och familjen Proteaceae. Inga underarter finns listade i Catalogue of Life.